# 希思·戴维森
希思·戴维森（英語：Heath Davidson，1987年5月9日—），澳大利亚男子轮椅网球运动员。他曾代表澳大利亚参加2016年和2020年夏季残疾人奥林匹克运动会轮椅网球比赛，获得一枚金牌和一枚银牌。